# 医療創生大学の人物一覧
医療創生大学の人物一覧（いりょうそうせいだいがくのじんぶついちらん）は、医療創生大学に関係する人物の一覧記事。

## OB・OG

### 政界
- 齋藤裕喜 - 衆議院議員

### 芸能
- いずみ包 - ピン芸人
- 狐火 - ヒップホップミュージシャン

### その他
- 寺田早輪子 - 仙台放送アナウンサー